# Christian Lyte
Christian Lyte (né le 1er mars 1989 à Manchester) est un coureur cycliste sur piste britannique. Il a été champion du monde juniors de vitesse par équipes en 2006 et 2007, et de keirin en 2007 également.

## Palmarès

### Championnats du monde
- 2006
  -  Champion du monde de vitesse par équipes juniors (avec Jason Kenny et David Daniell)
  -  Médaillé d'argent du kilomètre juniors

- 2007
  - Champion du monde de vitesse par équipes juniors (avec Peter Mitchell et David Daniell)
  -  Champion du monde de keirin juniors
  -  Médaillé d'argent de la vitesse juniors

### Championnats d'Europe
- 2006
  -  Champion d'Europe de la vitesse par équipes juniors (avec Jason Kenny et David Daniell)
  -  Médaillé de bronze de la vitesse juniors
- 2007
  -  Médaillé d'argent du keirin juniors
  -  Médaillé d'argent de la vitesse par équipes juniors
  -  Médaillé de bronze de la vitesse par équipes espoirs
- 2008
  -  Médaillé d'argent de la vitesse par équipes espoirs

### Championnats nationaux
- Champion de Grande-Bretagne de vitesse par équipes en 2008, avec David Daniell et Matthew Crampton
- Champion de Grande-Bretagne de scratch juniors en 2007
- Champion de Grande-Bretagne de keirin juniors en 2007